# Andrés Rodales
Carlos Andrés Rodales Ramírez (Durazno, Uruguay, 27 de junio de 1986) es un futbolista uruguayo. Juega de lateral derecho y actualmente se desempeña en Atenas de la Segunda División de Uruguay.
Se destaca por su gran proyección en ataque, su ida y vuelta constante, y su características defensivas.

## Trayectoria

### Inicios
Sus inicios futbolísticos fueron en el Club Sportivo Yí, equipo amateur de su ciudad natal donde se destacó como delantero en categorías juveniles. Llegó a ser convocado a la Selección de Durazno Sub-15 tras haber sido goleador en esa categoría con su club en la temporada 2002, aquella Selección Sub-15 que integraban promesas como Henry Giménez. Es aquí donde despierta el interés de Liverpool de Montevideo, que finalmente se hace con su ficha para llevarlo a integrar categorías formativas en el año 2003. En su trayecto por las formativas de Liverpool jugó como delantero, enganche, volante y debuta con el equipo principal como lateral en el año 2006 donde disputó 22 partidos en la que era su primera temporada.
En varias ocasiones fue nombrado como posible refuerzo de Nacional de Montevideo, llegando incluso a haber un acercamiento en el mercado de fichajes de julio de 2010 que no se concretó.

### Tigre
Sigue en el equipo negriazul hasta que existen sondeos de Tigre de Argentina, equipo al que finalmente llega en el 2011 cedido a préstamo por un año con opción a compra. Su pasaje por el club dirigido por Rodolfo Arruabarrena está marcado por dos etapas, el Torneo Clausura 2011 donde disputa 17 de las 19 jornadas y una segunda mitad de año donde disputa tan sólo 4 partidos del Torneo Apertura 2011 y no logra consolidarse como pieza del equipo.

### Vuelta a Liverpool
Vencido el préstamo que lo vinculaba al club Matador de Victoria de la República Argentina, que no hace uso de la opción de compra, el cacho se reincorpora al plantel principal de Liverpool. Se integra a los entrenamientos el jueves 5 de enero, día en que da inicio la pretemporada en el Country Lomas de Zamora para afrontar el Torneo Clausura 2012 bajo la dirección técnica de Julio César Antúnez. Integrando así el plantel que finalizó 5° en la Tabla Anual del Campeonato Uruguayo 2011-12 clasificando al equipo a la Copa Sudamericana 2012. En este torneo fue pieza fundamental del equipo, donde se realiza una campaña histórica para el club que quedó eliminado por Independiente de Argentina en Octavos de final.

### Rafaela
En julio de 2013 vuelve a la República Argentina para fichar a préstamo por Atlético de Rafaela, equipo con el cual tuvo un muy buena temporada jugando casi la totalidad de los partidos como titular, anotando 3 goles y salvándose con el equipo del descenso en la última fecha.

### Segunda vuelta a Liverpool
Finalizado el año en La Crema en julio de 2014 debía retornar a su querido Liverpool, club descendido para esta temporada a la Segunda División Profesional de Uruguay. Pero sus muy buenas actuaciones conllevan a despertar nuevamente el interés de un equipo grande del Uruguay y finalmente en julio de 2014 es transferido al Club Atlético Peñarol.

### Peñarol
Tras un campeonato lleno de vaivenes futbolísticos, surge la posibilidad de volver a Liverpool y tras una charla con su director técnico en Peñarol, Pablo Bengoechea, se negocia su salida del equipo carbonero para volver a su primer equipo profesional en calidad de préstamo.

## Clubes
| Club                         | País      | Año             | Part. | Goles | Asist. | Prom. |
| ---------------------------- | --------- | --------------- | ----- | ----- | ------ | ----- |
| Liverpool                    | Uruguay   | 2006 - 2011     | 125   | 8     | 0      | 0.06  |
| Tigre (cedido)               | Argentina | 2011            | 25    | 0     | 1      | 0.04  |
| Liverpool                    | Uruguay   | 2012 - 2013     | 48    | 2     | 5      | 0.15  |
| Atlético de Rafaela (cedido) | Argentina | 2013 - 2014     | 35    | 3     | 0      | 0,08  |
| Peñarol                      | Uruguay   | 2014 - 2015     | 22    | 0     | 4      | 0.18  |
| Liverpool (cedido)           | Uruguay   | 2015            | 14    | 0     | 2      | 0.14  |
| Peñarol                      | Uruguay   | 2016 - 2017     | 11    | 0     | 0      | 0     |
| Liverpool                    | Uruguay   | 2017            | 23    | 0     | 0      | 0     |
| Deportivo Maldonado          | Uruguay   | 2017 - 2018     | 13    | 0     | 0      | 0     |
| Atenas                       | Uruguay   | 2018            | 26    | 0     | 2      | 0.08  |
| Rentistas                    | Uruguay   | 2019 - Presente | 14    | 0     |        | 0.08  |
| Total                        |           | 2006 - 2018     | 342   | 13    | 14     | 0.08  |

- Actualizado el 5 de octubre de 2018.

## Palmarés

### Campeonatos nacionales
| Título              | Club      | País    | Año     |
| ------------------- | --------- | ------- | ------- |
| Campeonato Uruguayo | Peñarol   | Uruguay | 2015-16 |
| Play-Offs           | Rentistas | Uruguay | 2019    |
| Torneo Apertura     | Rentistas | Uruguay | 2020    |